# Vertrag von Lusaka
Der Vertrag von Lusaka, auch Abkommen von Lusaka, auf Portugiesisch Acordo de Lusaka, war ein Vertragswerk zwischen der zweiten provisorischen Regierung Portugals unter Vasco Gonçalves und der mosambikanischen Unabhängigkeitsbewegung FRELIMO. Der am 7. September 1974 in Lusaka (Sambia) beschlossene Vertrag besiegelte die Unabhängigkeit der portugiesischen Kolonie Mosambik.
In dem Vertragswerk erkannte der portugiesische Staat das Recht auf Selbstbestimmung des mosambikanischen Volkes an. Als Konsequenz daraus vereinbarten beide Seiten, die Macht an die Unabhängigkeitsbewegung FRELIMO zu übertragen. Des Weiteren wurde vereinbart die Unabhängigkeit am 25. Juni 1975 auszurufen. Weitere Vertragsklauseln betrafen die Rechtsprechung zwischen Verabschiedung des Vertrages und der Ausrufung der Unabhängigkeit, die auf eine Zweiteilung der Macht hinauslief. Während Portugal einen Hohen Kommissar stellte, übernahm die FRELIMO bereits die Mehrheit des Kabinetts der Übergangsregierung.
Die Vertragsverhandlungen liefen vom 5. bis 7. September. Für die portugiesische Seite unterschrieben Ernesto Melo Antunes (Minister ohne Geschäftsbereich), Mário Soares (Außenminister), António de Almeida Santos (Minister für interterritoriale Koordination), Victor Manuel Trigueiros Crespo (Staatsrat), Antero Sobral (Staatssekretär für Arbeit und Sozialsicherung in der provisorischen Regierung Mosambiks), Nuno Alexandre Lousada (Generalleutnant der Infanterie), Vasco Fernando Leote de Almeida e Costa (Oberleutnant der Flotte) und Luís António de Moura Casanova Ferreira (Major der Infanterie). Auf mosambikanischer Seite unterschrieb Samora Machel das Vertragswerk.
Mit der Unterschrift des portugiesischen Staatspräsidenten António de Spínola und der Veröffentlichung des Vertrages im Gesetzblatt Diário do Governo (Serie I, Nummer 210) am 9. September 1975 trat dieser in Kraft.